# Arctosa pargongensis
Arctosa pargongensis este o specie de păianjeni din genul Arctosa, familia Lycosidae, descrisă de Paik, 1994. Conform Catalogue of Life specia Arctosa pargongensis nu are subspecii cunoscute.